# Hajnal Mátyás
Hajnal Mátyás (Nagyszombat, 1578. április 23. – Bécs, 1614. május 28.) az első magyar jezsuita írónemzedék egyik tagja, Jézus-társasági áldozópap.

## Élete
1598. február 4-én lépett a rendbe; a humaniorák tanára volt és mint hitszónok 29 évig működött. Eszterházy Miklós nádor nagyon kedvelte s udvari papjává tette. 
Ő térítette a katolikus egyházba a nádor nejét, Nyáry Krisztinát, Thurzó Imre özvegyét, kinek buzdítására megírta szép imakönyvét, melyben vonzó, kellemes stílussal fejezi ki lelkének jámbor érzelmeit. 
1614. május 28-án Bécsben hunyt el.

## Művei
- 1. Az Jesus szivet szerető sziveknek aytatossagara Szives Kepekkel Ki Formaltatott; es azokrol való Elmelkedesekkel és Imadságokkal megh magyaráztatott könyvechke… Vannak az vege fele egynéhány régi és áétatos embereknek Deákból Magyar nyelvre fordétott Hymnusok… Bécs, 1629 (Egyetlen, végül csonka példánya a nyitrai kegyesrendi ház könyvtárában, 2. kiadás. Pozsony, 1642 és Bécs, 1644; Magyar irodalmi ritkaságok (17.). Egyetemi Nyomda, Budapest. 1932)
  - Szíves könyvecske. Bécs, 1629; tan. Holl Béla, fakszimile szöveggond. Kőszeghy Péter; hasonmás kiad.; Balassi–MTA Irodalomtudományi Intézet, Bp., 1992 (Bibliotheca Hungarica antiqua)
- 2. Ki-tett Czégér. Melly-Alatt Fel-Talállya akárki is, Minémű Poshatt és mérges Tejet fejt Kereszt-úri Pál Erdélyben eggy Catechismus-nak Tömlőjébe, neminémű Hajdelberga-táján nőtt és hizlalt Teheneknek Tölgyéből, a nem régen született Chechemő Keresztyénnek szoptatására. Melly meg-orvosoltatik Eggy Keresztyén Orvos-Doctor által. Pozsony, 1640 (Névtelenűl. Kereszturi Pál, Csecsemő Keresztyén. Fejérvár, 1638, cz. munkája ellen.)
- Az Jesus szívét szerető szíveknek ájtatosságára szíves képekkel kiformáltatott és azokrúl való elmélkedésekkel és imadságokkal megmagyaráztatott könyvecske; Egyetemi Ny., Budapest, 1932 (Magyar irodalmi ritkaságok)

## Lásd még
- A barokk kor magyar irodalma